# Burmington
Burmington – wieś w Anglii, w hrabstwie Warwickshire, w dystrykcie Stratford-on-Avon. Leży 27 km na południe od miasta Warwick i 119 km na północny zachód od Londynu. Miejscowość liczy 127 mieszkańców.